# Eredivisie 1962/63
Het seizoen 1962/63 van de Nederlandse Eredivisie was het zevende seizoen waarin onder de KNVB-vlag een professionele Eredivisie werd gevoetbald. Er werd vanaf dit seizoen gestreden door zestien clubs.
In het voorgaande jaar waren DWS/A, VVV en Rapid JC gedegradeerd. Hiervoor in de plaats was Heracles gekomen.
PSV werd voor het eerst sinds de oprichting van de Eredivisie landskampioen. De Volewijckers en bekerwinnaar Willem II degradeerden. Pierre Kerkhoffs, speler van PSV, werd met 22 doelpunten topscorer van de Eredivisie.
In de winter kwam de competitie op achterstand wegens de strenge winter. De velden lagen bedekt met sneeuw en er kon pas na maanden winterstop weer gespeeld worden.

## Teams
| Club               | Plaats     | Accommodatie           | Capaciteit | Trainer              |
| ------------------ | ---------- | ---------------------- | ---------- | -------------------- |
| ADO                | Den Haag   | Zuiderparkstadion      | 29.000     | Ernst Happel         |
| Ajax               | Amsterdam  | De Meer                | 29.500     | Joseph Gruber        |
| Blauw-Wit          | Amsterdam  | Olympisch Stadion      | 65.000     | Keith Spurgeon       |
| De Volewijckers    | Amsterdam  | Mosveld                | 15.000     | Piet van Houwelingen |
| DOS                | Utrecht    | Galgenwaard            | 23.000     | Willy Kment          |
| Feijenoord         | Rotterdam  | Stadion Feijenoord     | 65.000     | Franz Fuchs          |
| Fortuna '54        | Geleen     | Mauritsstadion         | 27.000     | Jung Schlangen       |
| GVAV               | Groningen  | Oosterpark             | 17.500     | Tinus van der Pijl   |
| Heracles           | Almelo     | Bornsestraat           | 20.000     | Jaap van der Leck    |
| MVV                | Maastricht | De Geusselt            | 18.000     | Viktor Havlicek      |
| NAC                | Breda      | Beatrixstraat          | 18.000     | Siem Plooijer        |
| PSV                | Eindhoven  | Philips Stadion        | 17.500     | Bram Appel           |
| Sparta             | Rotterdam  | Het Kasteel            | 32.000     | Denis Neville        |
| Sportclub Enschede | Enschede   | Het Diekman            | 22.000     | Friedrich Donenfeld  |
| Volendam           | Volendam   | Julianaweg             | 15.000     | Piet Dubbelman       |
| Willem II          | Tilburg    | Gemeentelijk Sportpark | 25.000     | Wudi Müller          |

## Eindstand
| pos | club               | gs | w  | g  | v  | pnt | dv | dt  | ds  |
| --- | ------------------ | -- | -- | -- | -- | --- | -- | --- | --- |
| 1.  | PSV                | 30 | 17 | 8  | 5  | 42  | 67 | 38  | 29  |
| 2.  | Ajax               | 30 | 17 | 5  | 8  | 39  | 73 | 41  | 32  |
| 3.  | Sparta             | 30 | 17 | 5  | 8  | 39  | 60 | 38  | 22  |
| 4.  | Feijenoord         | 30 | 14 | 9  | 7  | 37  | 58 | 40  | 18  |
| 5.  | Sportclub Enschede | 30 | 12 | 9  | 9  | 33  | 58 | 46  | 12  |
| 6.  | NAC                | 30 | 11 | 10 | 9  | 32  | 51 | 48  | 3   |
| 7.  | DOS                | 30 | 13 | 6  | 11 | 32  | 37 | 44  | -7  |
| 8.  | GVAV               | 30 | 12 | 6  | 12 | 30  | 52 | 47  | 5   |
| 9.  | MVV                | 30 | 11 | 7  | 12 | 29  | 45 | 49  | -4  |
| 10. | ADO                | 30 | 9  | 10 | 11 | 28  | 41 | 36  | 5   |
| 11. | Blauw-Wit          | 30 | 12 | 4  | 14 | 28  | 48 | 56  | -8  |
| 12. | Fortuna '54        | 30 | 12 | 4  | 14 | 28  | 44 | 54  | -10 |
| 13. | Volendam           | 30 | 8  | 11 | 11 | 27  | 50 | 53  | -3  |
| 14. | Heracles           | 30 | 9  | 8  | 13 | 26  | 54 | 62  | -8  |
| 15. | Willem II          | 30 | 7  | 8  | 15 | 22  | 53 | 68  | -15 |
| 16. | De Volewijckers    | 30 | 2  | 4  | 24 | 8   | 31 | 102 | -71 |

### Legenda
| Kleur | Kwalificatie voor                                                                             |
| ----- | --------------------------------------------------------------------------------------------- |
|       | Landskampioen, Voorronde Europacup I en speelt ook International Football Cup volgend seizoen |
|       | International Football Cup                                                                    |
|       | Jaarbeursstedenbeker                                                                          |
|       | KNVB Beker winnaar, Europacup II en degradatie naar de Eerste divisie                         |
|       | Degradatie naar de Eerste divisie                                                             |

### Uitslagen
| Thuis (beneden) / Uit (rechts) | ADO   | AJA   | BLW   | DOS   | ENS   | FEIJ  | F54   | GVA   | HER   | MVV   | NAC   | PSV   | SPA   | VOL   | VWK   | WIL   |
| ------------------------------ | ----- | ----- | ----- | ----- | ----- | ----- | ----- | ----- | ----- | ----- | ----- | ----- | ----- | ----- | ----- | ----- |
| ADO                            |       | 2 – 2 | 3 – 4 | 0 – 2 | 2 – 2 | 1 – 1 | 3 – 0 | 5 – 2 | 1 – 0 | 5 – 0 | 2 – 3 | 1 – 3 | 1 – 0 | 0 – 0 | 3 – 0 | 1 – 1 |
| Ajax                           | 1 – 0 |       | 3 – 0 | 2 – 1 | 2 – 0 | 1 – 3 | 6 – 3 | 0 – 0 | 1 – 0 | 3 – 1 | 1 – 3 | 1 – 1 | 1 – 2 | 1 – 3 | 6 – 2 | 7 – 0 |
| Blauw-Wit                      | 1 – 0 | 0 – 3 |       | 1 – 1 | 1 – 7 | 1 – 0 | 5 – 0 | 2 – 1 | 4 – 1 | 1 – 2 | 1 – 1 | 1 – 3 | 0 – 5 | 5 – 0 | 1 – 1 | 2 – 3 |
| DOS                            | 0 – 0 | 0 – 3 | 1 – 0 |       | 2 – 1 | 1 – 0 | 0 – 2 | 3 – 0 | 2 – 0 | 1 – 0 | 1 – 3 | 2 – 0 | 2 – 0 | 3 – 2 | 3 – 1 | 0 – 0 |
| Sportclub Enschede             | 1 – 0 | 0 – 6 | 0 – 1 | 2 – 0 |       | 1 – 2 | 2 – 0 | 2 – 2 | 0 – 0 | 0 – 1 | 1 – 1 | 1 – 2 | 3 – 1 | 1 – 1 | 4 – 0 | 5 – 2 |
| Feijenoord                     | 1 – 1 | 1 – 1 | 2 – 0 | 3 – 0 | 1 – 1 |       | 2 – 1 | 2 – 1 | 6 – 2 | 1 – 0 | 1 – 1 | 2 – 2 | 0 – 2 | 2 – 5 | 4 – 0 | 3 – 2 |
| Fortuna '54                    | 1 – 0 | 1 – 0 | 2 – 1 | 1 – 2 | 2 – 2 | 3 – 2 |       | 2 – 1 | 1 – 2 | 1 – 0 | 3 – 1 | 0 – 2 | 1 – 2 | 2 – 2 | 2 – 2 | 1 – 4 |
| GVAV                           | 3 – 1 | 1 – 2 | 1 – 2 | 3 – 1 | 3 – 3 | 1 – 1 | 4 – 2 |       | 2 – 1 | 0 – 1 | 1 – 0 | 1 – 1 | 2 – 0 | 2 – 2 | 6 – 1 | 2 – 0 |
| Heracles                       | 1 – 2 | 0 – 2 | 4 – 3 | 2 – 1 | 3 – 2 | 3 – 6 | 0 – 4 | 3 – 1 |       | 4 – 1 | 3 – 2 | 2 – 2 | 1 – 2 | 1 – 1 | 7 – 1 | 3 – 3 |
| MVV                            | 1 – 2 | 2 – 2 | 2 – 0 | 2 – 2 | 1 – 1 | 1 – 1 | 3 – 0 | 4 – 1 | 1 – 1 |       | 1 – 3 | 1 – 1 | 1 – 0 | 2 – 1 | 3 – 1 | 4 – 1 |
| NAC                            | 0 – 0 | 2 – 0 | 1 – 1 | 2 – 0 | 0 – 1 | 1 – 2 | 0 – 2 | 0 – 2 | 1 – 1 | 4 – 2 |       | 3 – 3 | 3 – 1 | 1 – 1 | 2 – 1 | 2 – 2 |
| PSV                            | 2 – 0 | 5 – 2 | 2 – 5 | 6 – 0 | 2 – 3 | 2 – 1 | 1 – 0 | 3 – 1 | 2 – 2 | 2 – 0 | 1 – 2 |       | 0 – 1 | 4 – 2 | 4 – 1 | 5 – 2 |
| Sparta                         | 1 – 1 | 2 – 1 | 4 – 1 | 5 – 1 | 4 – 2 | 3 – 0 | 2 – 0 | 0 – 1 | 2 – 1 | 3 – 2 | 5 – 5 | 0 – 0 |       | 3 – 2 | 4 – 0 | 2 – 1 |
| Volendam                       | 1 – 0 | 4 – 5 | 0 – 1 | 0 – 0 | 1 – 3 | 0 – 3 | 1 – 1 | 0 – 2 | 2 – 2 | 1 – 1 | 2 – 0 | 1 – 2 | 2 – 1 |       | 5 – 0 | 1 – 1 |
| De Volewijckers                | 0 – 2 | 0 – 5 | 2 – 1 | 2 – 2 | 1 – 4 | 1 – 4 | 0 – 3 | 0 – 5 | 3 – 4 | 2 – 3 | 4 – 1 | 0 – 2 | 2 – 2 | 2 – 3 |       | 0 – 4 |
| Willem II                      | 2 – 2 | 2 – 3 | 1 – 2 | 1 – 3 | 2 – 3 | 1 – 1 | 2 – 3 | 3 – 0 | 1 – 0 | 4 – 2 | 2 – 3 | 0 – 2 | 1 – 1 | 2 – 4 | 3 – 1 |       |

## Topscorers
| #   | Naam              | Club               | Goal |
| --- | ----------------- | ------------------ | ---- |
| 1.  | Pierre Kerkhoffs  | PSV                | 22   |
| 2.  | Béla Bodnár       | Sparta             | 21   |
| 3.  | Cees Groot        | Ajax               | 18   |
| 3.  | Henk Groot        | Ajax               | 18   |
| 5.  | Jacques Visschers | NAC                | 17   |
| 6.  | Henk Bosveld      | Sportclub Enschede | 16   |
| 7.  | Spitz Kohn        | Fortuna '54        | 15   |
| 8.  | Klaas Nuninga     | GVAV               | 14   |
| 9.  | Helmut Rahn       | Sportclub Enschede | 13   |
| 10. | Dick Tol          | Volendam           | 13   |
| 10. | Piet Kruiver      | Feijenoord         | 13   |